# Figure for Landscape
Figure for Landscape és una escultura de bronze de Barbara Hepworth, modelada l'any 1960.
L'escultura es va fondre fins a set vegades; que es troben a. Museu Barbara Hepworth (Tate St Ives), al Museu i Jardí d'Escultura Hirshhorn, al Parc d'Escultura de Yorkshire, a la Universitat d'Exeter, al Museu J. Paul Getty, al Museu d'Art de San Diego i al Stavanger Kunstforening de Noruega.
L'escultura en Stavanger va ser col·locada a l'exterior del Stavanger Kunstforening l'any 1965, quan Dame Hepworth va decidir vendre'l a menys de la meitat del seu preu per assegurar-se que una de les seves obres estigués a Noruega. A la primavera de 2014 el Stavanger Kunstforening va decidir vendre l'escultura per millorar la seva situació financera, una decisió que va crear un forta polèmica a la ciutat de Stavanger. L'escultura va ser venuda en subhasta per Christie a un client de Stephen Ongpin, un marxant d'art de Londres, per 4.17 milions de dòlars inclosa la comissió